# Église d'Orivesi
L'église d'Orivesi (en finnois : Oriveden kirkko) est une église située à Orivesi en Finlande,.

## Description

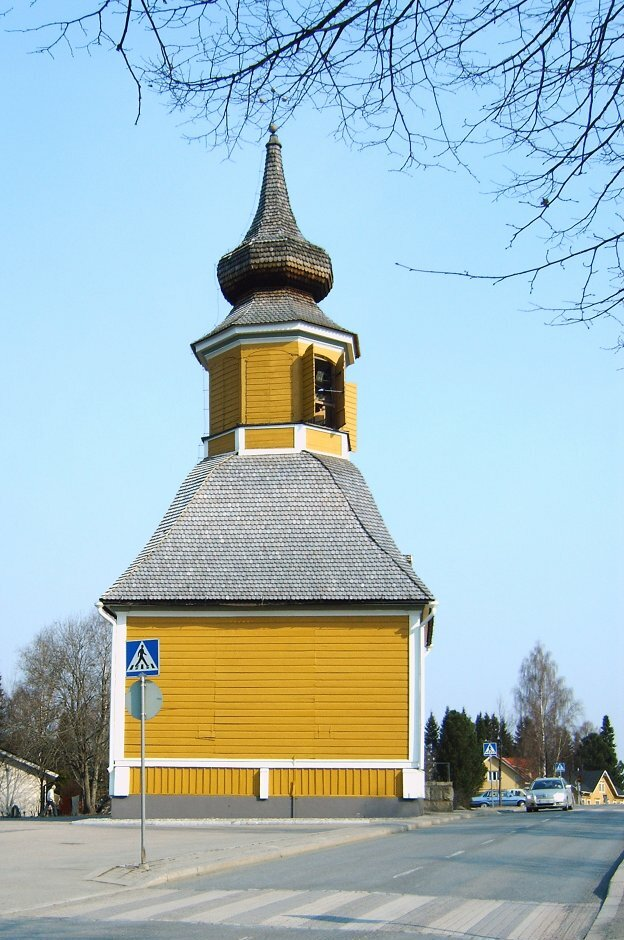
Le clocher de Matti Åkerblom.

La paroisse d'Orivesi devient indépendante de celle de Kangasala au milieu du XVIe siècle.
Matti Åkerblom dirige la construction d'une église au début des années 1780.
L'édifice en bois est détruit dans un incendie en 1958. Seul le clocher de style baroque construit dans les années 1780 par Matti Åkerblom reste intact.
Kaija Siren et Heikki Siren remportent en 1958 le concours d'architectes de conception d'une nouvelle église avec leur projet "Kaarikirkko". Les travaux débutent en mai 1960 et l'église est inaugurée en août 1961. 
La sculpture représentant le Golgotha est de Kain Tapper.